# Elzada Clover
Elzada Urseba Clover (1897–1980) fue una botánica, exploradora, y profesora estadounidense, reconocida por ser la primera en catalogar flora en el Gran Cañón, del río Colorado. Ella y Lois Jotter fueron las primeras mujeres en remontar en canoas, toda la longitud del Gran Cañón.

## Educación y vida tempranas
Nació en Auburn, Nebraska en 1897, séptima de nueve vástagos de Maynard French Clover y Sarah Gates Clover. Tenía seis hermanas (Alice, Mabel, Bessie, Vida, Cora, y Maud) y dos hermanos (Maynard y Verne). Creció en la granja de sus padres; y, asistió al Instituto en la ciudad cercana de Peru. Su madre fallece en 1913; y, su padre volvió a casarse alrededor de 1925 y se mudaron a Texas, donde se instaló como labrador, en Álamo. Elzada empezó su carrera como docente de escuela pública, en 1919, trabajando primero en Nebraska y más tarde en Texas. También supervisó una escuela de misión, de naciones originarias, en Texas. En 1930, se graduó por la Nebraska State Teachers College. Luego fue a la Universidad de Míchigan, Ann Arbor, obteniendo su M.S. en 1932; y, el Ph.D. en 1935. El tema de la defensa de su tesis doctoral fue la vegetación del valle bajo del río Grande.

## Carrera
Después de obtener su doctorado, Elzada trabajó en la Facultad en la Universidad de Míchigan como instructor en botánica y curadora asistente de los jardines botánicos de la Universidad. Finalmente,  ascendió a la posición de curadora titular, de los jardines botánicos (1957) y profesora titular de botánica (1960). Y, también enseñó en la Estación Biológica de la Universidad en Pellston.
Elzada fue instrumental en establecer áreas de cactos y de suculentas en los Jardines Botánicos. Realizó extensas y numerosas expediciones a través del Sudoeste de EE. UU., recolectando y estudiando especies nativas para la colección universitaria, centrándose inicialmente en cactos de la altiplanicie de Colorado en Utah. A fines de los 1930s,  empezó a planear un viaje de recolecciones por el río Colorado, para catalogar su flora, y la universidad le dio alguna financiación para el viaje, en la expectativa que le cedería especímenes para sus colecciones. A pesar de que ella originalmente pretendía trasladarse a lomo de mula, en cambio, convino con el botero del río Colorado Norman Nevills (a quien conoció en una expedición de recolección a Mexican Hat, Utah) la idea de ir en lancha.
En los años de 1930, el canotaje al Gran Cañón, aún era un acontecimiento raro. Algunos hombres lo habían hecho con éxito, mas la única mujer que lo intentó no había sobrevivido. Preguntada acerca de la opinión general de que el Gran Cañón no era un lugar para mujeres, Clover respondió: "Sólo porque la única mujer que alguna vez intentó este viaje se ahogó no es razón por la que las mujeres tienen más que temer que los hombres."
La expedición de Clover and Nevills de 1938 viajó desde la ciudad de Green River en Utah a través de la catarata y de los grandes cañones hacia el lago Mead. El viaje duró 43 días en tres embarcaciones construidas a la medida por Nevills y su padre -la Wen, la Botany y la Mexican Hat- y cubrieron más de 965 km. En el transcurso de ese viaje, Clover se convirtió en la primera botánica en catalogar la flora a lo largo del río en el Gran Cañón; y, ella y la estudiante de posgrado Lois Jotter se convirtieron en las primeras mujeres en completar un recorrido por el río del Gran Cañón]]. También en el viaje, participaron los estudiantes de posgrado Eugene Atkinson, el artista Bill Gibson (quien tomó fotografías y películas del viaje) y, como ayudante de Nevills, el geólogo de la US Geological Survey Don Harris. Durante el viaje, debido a tensiones entre miembros de expedición, Atkinson dejó la aventura; y, lo reemplazó el fotógrafo Emery Kolb.
Clover y Jotter hacían listas de plantas; y, recolectaban especímenes a lo largo del viaje, aunque los rigores del viaje -especialmente falta de espacio y dificultad para mantener los especímenes secos- significaron que terminaran con menos especímenes de lo que habían pensado originalmente. Describieron las costas del cañón, ubicando cinco fitozonas , desde la arena húmeda a lo largo del borde del río hasta las zonas más altas con arbustos y árboles. La mayoría de lo que encontraron fueron especies típicas de ribera, con una gran excepción siendo el tamarisco, una especie no nativa que vieron en algunos lugares. Hallaron muy poca Gutierrezia, la cual desde entonces,  se fue convirtiendo en común en todo el cañón. Su estudio sigue siendo el único exhaustivo realizado sobre las especies ribereñas del río en la era anterior a la construcción de la presa de Glen Canyon. Después del viaje, Clover y Jotter publicaron, en 1944, los hallazgos botánicos del viaje en un artículo del American Midland Naturalist.
Su siguiente expedición fue al río San Juan de Utah; y, por Texas, donde reunió especímenes fósiles, seguidos, en 1939, al Cañón Havasupai en Arizona. Y, publicó los hallazgos de esos viajes en 1941, en un artículo en coautoría con Jotter titulado "Cacti of the Colorado River and Tributaries" (Cactos del Río de Colorado y Afluentes.) En los años posteriores, Clover centró su investigación en los desiertos de México y Guatemala y también trabajó en Haití.
Elzada se unió a varias sociedades profesionales, incluyendo la Asociación americana para el Adelanto de Ciencia, la Sociedad Botánica de América, y la Academia de Míchigan de Ciencia. Se retiró de la universidad en 1967; y, se mudó a Rio Grande Valley de Texas. Falleció en 1980, y sus papeles son hoy resguardados en la Bentley Biblioteca Histórica, Universidad de Míchigan.

## Obra

### Algunas publicaciones
- Clover, Elzada U., Lois Jotter. "Floristic Studies in the Canyon of the Colorado and Tributaries." Am. Midland Naturalist (1944): 591-642.

- Clover, Elzada U., Lois Jotter. "Cacti of the Canyon of the Colorado River and Tributaries." Bull. of the Torrey Botanical Club (1941): 409-419.

- Clover, Elzada U. "The Cactaceae of Southern Utah." Bull. of the Torrey Botanical Club (1938): 397-412.

## En la cultura popular
- Elzada Clover aparece como un personaje investigando un asesinato, en la novela de misterio de 2009 The Butterflies of the Grand Canyon por Margaret Erhart.

## Otras lecturas
- Cook, W.E. The Wen, the Botany, and the Mexican Hat: The Adventures of the First Women Through Grand Canyon, on the Nevills Expedition. Callisto Books, 1987.